# Chronicon Salernitanum
Chronicon Salernitanum o las Crónicas de Salerno es una crónica medieval del siglo X sobre la historia del Principado de Salerno y, en consecuencia, más volcada por los acontecimientos locales. Fue escrito durante la segunda mitad del siglo X (entre 974 y 990) por un historiador que vivía en Salerno y aunque el autor es anónimo, hay indicios que orientan la autoría a Radoaldo de Salerno, abad de San Benedetto, según la profesora de la Universidad de Provenza Huguette Taviani-Carozzi.
Según la Enciclopedia Católica, «tiene algunas esbozos de mérito literario» y el «contenido es bueno a pesar de la falta de capacidad crítica, que desfigura la obra».